# Salamandres du Havre
I Salamandres du Havre sono una squadra di football americano, flag football, baseball e cheerleading di Le Havre, in Francia.

## Storia
La squadra è stata fondata nel 1990 e ha vinto un Campionato regionale Nord, e un Ouest Bowl. Dal 1998 organizzano il torneo internazionale di flag football "Flag Océane".

## Dettaglio stagioni

### Tackle football

#### Tornei locali

##### Conference Ouest
| Stagione | regular season | regular season | regular season | regular season | regular season | regular season | playoff | playoff | playoff | playoff | playoff | playoff   | playoff            |
|          | Vin            | Par            | Per            | Tot            | PF             | PS             | Vin     | Per     | Tot     | PF      | PS      | risultato | avversaria         |
| -------- | -------------- | -------------- | -------------- | -------------- | -------------- | -------------- | ------- | ------- | ------- | ------- | ------- | --------- | ------------------ |
| 2004     | 0              | 0              | 4              | 4              | 12             | 80             | -       | -       | -       | -       | -       | -         | -                  |
| 2005     | 0              | 0              | 4              | 4              | 14             | 74             | -       | -       | -       | -       | -       | -         | -                  |
| 2007     | 4              | 0              | 0              | 4              | 68             | 18             | 3       | 0       | 3       | 74      | 0       | Campioni  | La Horde de Cholet |
| Totale   | 4              | 0              | 8              | 12             | 94             | 172            | 3       | 0       | 3       | 74      | 0       |           |                    |

Fonti: Enciclopedia del Football - A cura di Roberto Mezzetti

### Flag football

#### Tornei internazionali

##### Ladies Champions Bowl
| Stagione | regular season | regular season | regular season | regular season | regular season | regular season | playoff | playoff | playoff | playoff | playoff | playoff     | playoff     |
|          | Vin            | Par            | Per            | Tot            | PF             | PS             | Vin     | Per     | Tot     | PF      | PS      | risultato   | avversaria  |
| -------- | -------------- | -------------- | -------------- | -------------- | -------------- | -------------- | ------- | ------- | ------- | ------- | ------- | ----------- | ----------- |
| 2017     | 2              | 0              | 1              | 3              | 95             | 57             | 1       | 2       | 3       | 25+?    | 32+?    | Sesto posto | Flag Furies |
| Totale   | 2              | 0              | 1              | 3              | 95             | 57             | 1       | 2       | 3       | 25+?    | 32+?    |             |             |

### Riepilogo fasi finali disputate
| Anno           | Luogo   | Evento           | Fase del torneo | Incontro                                  | Risultato |
| 10 giugno 2007 | Le Mans | Conference Ouest | Ouest Bowl      | La Horde de Cholet - Salamandres du Havre | 0 - 38    |

## Palmarès

### Football e flag football
- 1 Campionato regionale Nord (2011)
- 1 Ouest Bowl (2007)
- 1 Campionato regionale di Normandia di flag football (2007)
- 1 Walldorf Big Bowl (2007)

### Cheerleading
- 1 Campionato francese - Zona Nord (2006)